# NGC 3534B
NGC 3534B is een spiraalvormig sterrenstelsel in het sterrenbeeld Leeuw. Het hemelobject ligt in de buurt van NGC 3534A.

## Synoniemen
- UGC 6193
- MCG 5-26-63
- ZWG 155.74
- PGC 33782